# Stallion
Stallion was een Britse band, die bestond van 1972 tot 1979. De band speelde binnen het genre progressieve rock. De band kwam nooit toe aan opnamen van een album, mede als gevolg van de vele personeelswisselingen. Thuishaven is Hastings.

## Geschiedenis
Oprichters van de band waren Tich Turner (zang), Tony Bridger (gitaar) en Steve Demetri (drums). De basgitaar was in eerste instantie voor Kinch, maar die maakte in 1974 plaats voor Carey. Tijdens optredens ontwikkelde Tich Turner als een Peter Gabriel met vermommingen en vreemde lichtshows. De band deed mee aan een talentenjacht en pikte daar Phil Thornton op, die voortaan het toetsengeluid voor zijn rekening nam. Het geluid werd navenant aangepast. 
In 1975 werd de eerste single opgenomen en uitgegeven, Skinny kid/In the wake of the cobra. Carey stapte op en Phil Gill kwam, Gill moest nog wel wat lessen bij Carey volgen. De band kwam wel op gang, maar er kwamen ook al de muzikale meningsverschillen. De band wilde de richting van progressieve rock op, Turner meer rock. Turner vertrok en John Wilde kwam. In 1976 ging de band opnieuw de geluidsstudio in, resultaat een zeven minuten durend If life were death, producer was Phil Cordell. Bridger vertrok en John Petri, vriend van Demetri kwam. Zowel Petri als Demetri was van Grieks/Cypriotische afkomst en dat was in de opnamen van de Hard life en Creamed genes terug te horen. De band maakte progressie met liveoptredens en bracht het tot concerten met Curved Air, Edgar Broughton, Stray, Stackridge, Gong, Rare Bird, Magic Muscle uitlopend tot Budgie, Osibisa en Traffic. Ze doen opnieuw mee aan een talentenjacht van Melody Maker en nu winnen ze. Ze mogen ook van EMI de geluidsstudio Pathway Studio te Islington in om opnamen te doen. Wilde deed zijn naam eer aan en begon zich steeds wilder te gedragen, tijdens een van de concerten slaat hij Gill knockout. 
De punk kwam eraan en hun management, dat hen eerst goed had geholpen, wilde de band ook die kant op hebben. Petri en Thornton vertrokken en Julian Carter kwam. Thornton kwam nog even terug maar de spirit was er al uit. In 1979 viel het doek definitief.
Turner, Demetri, Gill, Thornton probeerden het nog met Tich Turner’s Escalator, maar na een single Diana viel alweer het doek.

## Leden
- Tich Turner (zang)
- John Wilde (zang), later Expandi
- Tony Bridger (gitaar)
- John Petri (gitaar, bouzouki)
- Julian Carter (gitaar), later Blind Drunk Jules, Lauran Luke
- Steve Demetri (drums), later Head On)
- Steve Kinch (basgitaar), later Head On,  Hazel O'Connor en Manfred Mann's Earth Band
- Roger Carey (basgitaar), later bassist en man van Liane Carroll en Three Friends (met ex-leden van Gentle Giant,
- Phil Gill (basgitaar), later England
- Phil Thornton (toetsinstrumenten), later uitgebreide sololoopbaan en Expandi
- Andy Qunta (toetsinstrumenten), later Hazel O’Conner en Icehouse.

## Discografie
In 2007 kwam het materiaal van deze band uit op compact disc onder de titel The hard life.